# کرسنت پوینت انرژی
کرسنت پوینت انرژی (به انگلیسی: Crescent Point Energy) شرکت نفت و گاز کانادایی است، که تمرکز اصلی آن، بر استخراج نفت از مخازن ساسکاچوان کانادا می‌باشد.
شرکت کرسنت پوینت در سال ۲۰۰۱ راه‌اندازی شد و در حال حاضر ظرفیت تولید نفت خام آن، به‌طور متوسط ۱۱۲ هزار بشکه در روز می‌باشد. میزان ذخایر نفت درجای میادین نفتی متعلق به این شرکت در سال ۲۰۱۱ در حدود ۱۰ میلیارد بشکه برآورد شده‌است.
دفتر مرکزی شرکت کرسنت پوینت انرژی در شهر کلگری، آلبرتا قرار دارد و بخشی از سهام آن در بازار بورس تورنتو معامله می‌شود.